# Concarán
Concarán – miasto w Argentynie, w prowincji San Luis, stolica departamentu Chacabuco.
Według danych szacunkowych na rok 2010 miejscowość liczyła 5 119 mieszkańców.